# Zakrzówek (użytek ekologiczny)
Zakrzówek – użytek ekologiczny w południowo-zachodniej części Krakowa, w dzielnicy VIII Dębniki, położony między ulicami Wyłom i św. Jacka. Zlokalizowany jest w sąsiedztwie nieczynnego kamieniołomu Zakrzówek (obecnie zalew Zakrzówek wchodzący w skład otwartego w 2023 roku parku Zakrzówek), który mieści się po drugiej, zachodniej, stronie ul. Wyłom. Został utworzony uchwałą Rady Miasta Krakowa z dnia 26 września 2018 roku. Położony jest na wschodnim krańcu Bielańsko-Tynieckiego Parku Krajobrazowego. 

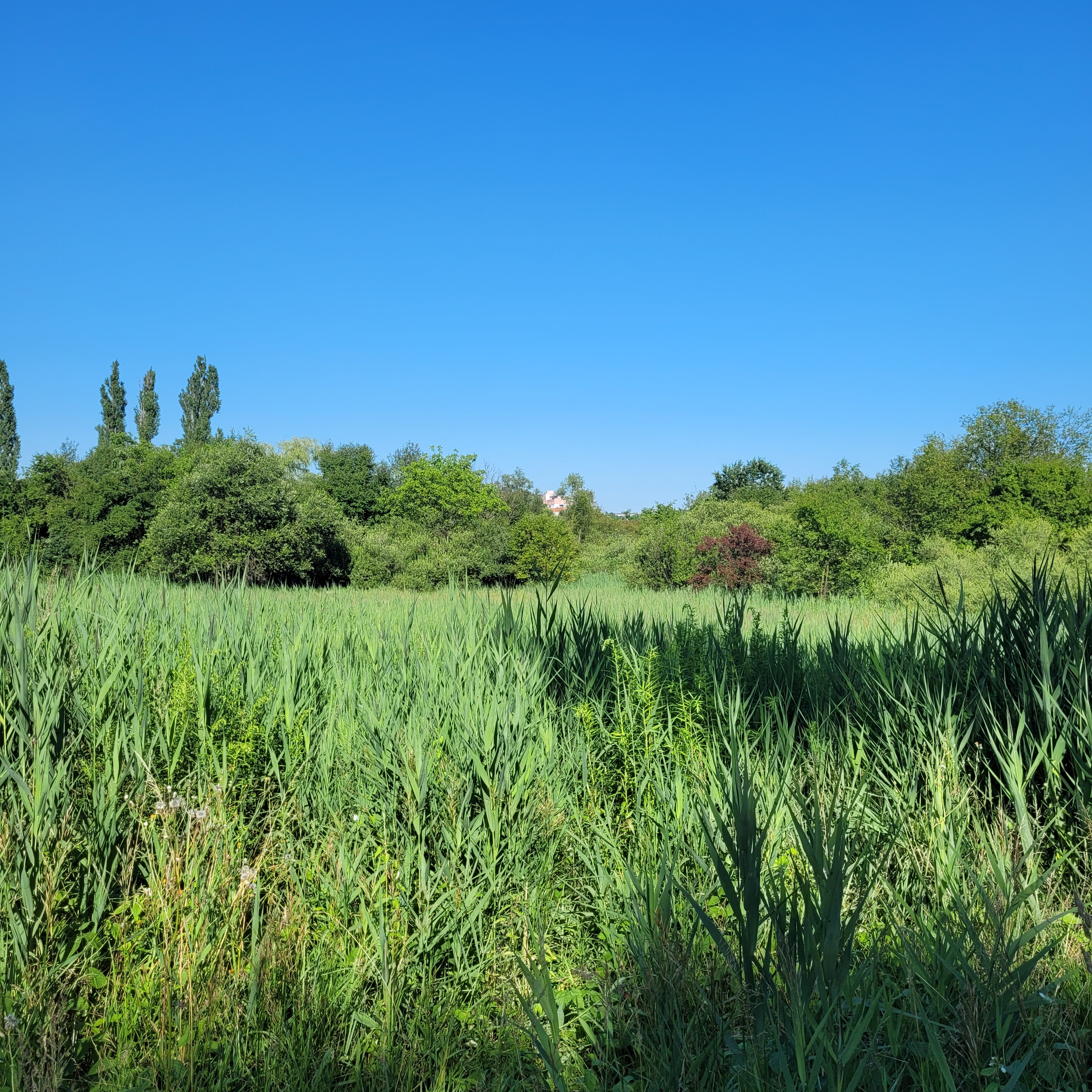
Fragment użytku ekologicznego Zakrzówek w lipcu 2023 roku

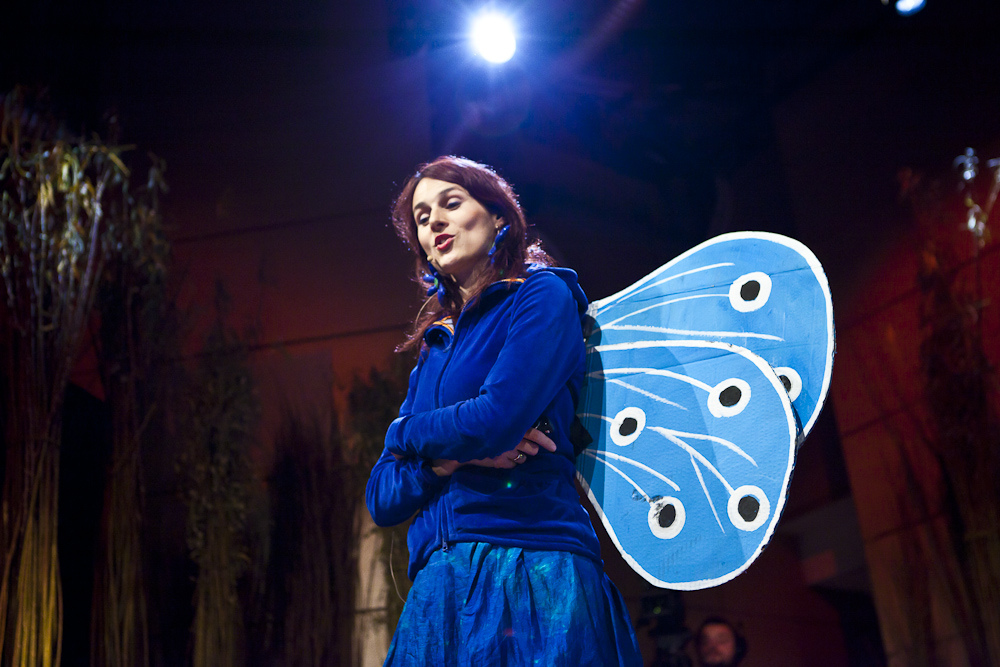
Cecylia Malik z błękitnymi skrzydłami motyla modraszka z akcji „Modraszek Kolektyw”

Użytek ekologiczny „Zakrzówek” został powołany w celu ochrony miejsc mających znaczenie dla zachowania różnorodności biologicznej, a mianowicie siedlisk przyrodniczych oraz stanowisk rzadkich lub chronionych gatunków roślin i zwierząt, ich ostoi oraz miejsc rozmnażania lub miejsc sezonowego przebywania. W tym użytku ekologicznym ochrona ta dotyczy następujących gatunków zwierząt: modraszek telejus (Phengaris teleius), modraszek nausitous (Phengaris nausithous), kumak nizinny (Bombina bombina), traszka grzebieniasta (Triturus cristatus), traszka zwyczajna (Lissotriton vulgaris), ropucha szara (Bufo bufo), gniewosz plamisty (Coronella austriaca) oraz jaszczurka zwinka (Lacerta agilis).
Ustanowienie użytku ekologicznego było efektem protestów części mieszkańców Krakowa, którzy nie zgadzali się z planami zabudowy tego terenu przez dewelopera. Najbardziej rozpoznawalną inicjatywą była zorganizowana wiosną 2011 roku akcja społeczno-artystyczna „Modraszek Kolektyw”, którego inicjatorkami były artystki Monika Drożyńska, Cecylia Malik, Justyna Koeke i Karolina Kłos. Jej symbolem były błękitne skrzydła motyla modraszka.